# Cantone di Salitre
Il cantone di Salitre è un cantone dell'Ecuador che si trova nella provincia del Guayas.
Il capoluogo del cantone è El Salitre.